# Lee Jordan
Lee Jordan je izmišljen lik iz serije fantazijskih romanov o Harryju Potterju britanske pisateljice J. K. Rowling.
Nastopa kot prijatelj dvojčkov Weasley in jima pomaga pri njunih podvigih. Pojavi se že v prvi knjigi o Harryju Potterju, tudi kasneje pa z dvojčkoma sodeluje pri številnih pustolovščinah. Je komentator tekem Quidditcha na Bradavičarki.